# 筒井正雄
筒井 正雄（つつい まさお、1882年（明治15年）1月8日 - 1933年（昭和8年）9月17日）は、大日本帝国陸軍軍人、軍事学者。最終階級は陸軍中将。

## 経歴・人物
愛知県額田郡福岡町に生まれる。1901年（明治34年）陸軍士官学校第13期卒業。のち、陸軍大学校に入り、1909年（明治42年）12月に同校第21期卒業（優等）。
1923年（大正12年）8月に陸軍歩兵大佐・陸軍歩兵学校教導連隊長を経て、1924年（大正13年）8月に陸軍大学校教官となる。のち1926年（大正15年）12月に歩兵第3連隊長となるが、2年後の1928年（昭和3年）3月に陸軍大学校教官に復職し、同年8月に陸軍少将に昇進した。
その後、1930年（昭和5年）8月に陸軍歩兵学校教育部長、1932年（昭和7年）2月に歩兵第12旅団長、1933年（昭和8年）3月に陸軍中将・東京湾要塞司令官を歴任するが、同年在職中に逝去した。
各国語に堪能で軍事学の権威として知られた。

## 栄典
外国勲章佩用允許
- 1923年（大正12年）6月7日
  - デンマーク王国：乙級ダネブログ勲章コマンド―ル[4]
  - チェコスロバキア共和国：チェコスロヴェンスキーヴァレチニータリーシ[4]

## 著作
- 『戦史講授録』陸軍大学校将校集会所、1918年。